# De kwinkslagen
Heer Bommel en de kwinkslagen (in boekuitgaven/spraakgebruik verkort tot De kwinkslagen) is een verhaal uit de Bommelsaga, geschreven en getekend door Marten Toonder. Het verhaal verscheen voor het eerst op 4 februari 1972 liep tot 15 april van dat jaar. Thema: Wetenschap versus geloof.

## Het verhaal
Heer Bommel is erachter gekomen dat alles wetenschappelijk verklaard kan worden. Hij ontmoet Wammes Waggel, die hem op de proef stelt met een roos van een boom en een perzik uit de grond. Hij heeft een meester in het bos ontmoet, zodoende. “Alles kan, als je maar gelooft dat het kan.”
Heer Bommel vindt de leermeester in een huisje in het Donkere Bomen Bos. Het huisje blijkt van binnen een paleis. Heer Bommel gelooft zijn eigen ogen niet en krijgt van de grijsaard het stempel kleingelovige opgeplakt. Hij verdwaalt in het bos en wenst de oude man weer te vinden. Bij de tweede ontmoeting vraagt de kasteelheer hoe hij leert geloven? De oude man gaat niet op zijn aanbod van geld in. Maar hij vertelt wel dat hij kwinken heeft losgelaten om het bos te redden. Ook heer Bommel zal hij een kwink sturen.” De kwink blijft bij je totdat je gelooft, dat alles kan wat je gelooft.” 
De beloofde kwink heeft de andere dag grote gevolgen voor het huishouden op slot Bommelstein. Hij komt tevoorschijn als een vogelnestje met pootjes, maar bij het bestrijden van deze kwink loopt de ongelukkige heer van de ene in de andere rampspoed. Ook Tom Poes wordt getroffen door het onheil dat het kasteel in zijn greep houdt. De jonge vriend ziet een propje tabak waar het geluid ‘kwink’ uitkomt. Hij loopt er regelrecht mee naar de grijsaard met de vraag of hij kwinken aan ongelovigen geeft? De grijsaard ontkent dat de tabak de kwink is. Dat klopt want op hetzelfde moment worden ook de ontboden huisarts en de kasteelheer weer door meer onheil getroffen.
Niet alleen hij, maar ook de overheid heeft last van ongelukken en kwinkslagen wanneer ze een deel van het Donkere Bomen Bos willen omhakken voor woningbouw. Ambtenaar eerste klasse Dorknoper dringt er bij burgemeester Dickerdack persoonlijk op aan om de houthakkers te bezoeken om zo hun moreel te verhogen. De magistraat geraakt vervolgens in een twistgesprek met een grijsaard. Laatstgenoemde stelt dat alles mogelijk is wanneer men denkt dat het kan gebeuren. De burgemeester heeft slechts ruimte nodig, geen hout! Hij gaat terug naar de stad, terwijl de grijsaard hem bedreigt. “Als je aan het bos komt, zullen de kwinken je slaan!” 
Buiten bij het kasteel houdt heer Bommel met zijn arm in een mitella overleg met Tom Poes. De kasteelheer legt uit dat de oude man hem een kwink heeft gegeven. Alles is mogelijk als men gelooft dat het kan. Het probleem is dat heer Bommel dat zelf nu net weer niet gelooft. Men kan geloof krijgen als men een kwink heeft, totdat men die kwijt raakt. Tom Poes zegt eerst: “Hm”. “U bedoelt zeker dat men geloof krijgt door veel moeilijkheden?” Tom Poes en Joost stellen vast dat het zo niet langer kan.
Ambtenaar Dorknoper krijgt persoonlijk opdracht de zaak uit te zoeken. Is er een demente grijsaard in het bos of een woonwagenklant? Hij wendt zich om bescherming tot commissaris Bulle Bas. Die zou brigadier Snuf hebben geadviseerd als het om messen of judo zou gaan. Maar omdat de burgemeester en zijn ambtenaar het hebben over kwinken en ander bijgeloof, is de commissaris zelf de juiste persoon. Hij neemt als passagier plaats in de twintig jaar oude dienstauto van collega Dorknoper en met weigerende remmen botsen ze op een tuinmuur van het slot Bommelstein. Daarachter had heer Bommel zich juist in een zitje geposteerd, in bezit van versterkende bouillon. Heer Bommel weet nu dat hij het niet lang meer zal maken. Tom Poes is optimistischer. "Dan gelooft u dus in de kwinken. Als u gelooft dat alles kan, gaan die vanzelf weg." Heer Bommel noemt dit geen geloven maar weten. Ambtenaar Dorknoper licht beleefd zijn hoed en biedt schadevergoeding aan volgens de voorschriften van de gemeenteverordening. Maar hij wil de Oude Schicht lenen. En dat weigert heer Bommel. Later op de avond komen de twee gemeentedienaren gehavend langs het kasteel teruglopen. Bulle Bas concludeert dat het bos niet deugt en dat hij Bommel in de gaten heeft. Heer Bommel gaat met Tom Poes terug naar het bos.
Onderweg valt heer Bommel in een valkuil. Tom Poes zoekt hulp bij de grijsaard. Heer Bommel gelooft in zijn kwink, maar raakt hem niet kwijt. De oude man riposteert dat men de kwink pas kwijt raakt als men gelooft, dat alles kan wat men gelooft. Heer Bommel gelooft in zijn ongeluk, dus is dat wat hij krijgt. De grijsaard weigert de kwink af te nemen, omdat heer Bommel de kwink zelf heeft gewenst. Hierop krijgt Tom Poes met een list zijn vriend toch uit de valkuil. 
Het hernieuwde gesprek met de grijsaard loopt weer uit de hand. De oude man wil de kwink niet afnemen. Heer Bommel ziet geen lichtpunt meer en valt huilend opnieuw in zijn valkuil. Omdat Tom Poes ook zijn geloof in zichzelf begint te verliezen belt hij de Rommeldamse brandweer voor assistentie. Hun reddingspoging sneuvelt in het drijfzand. Tom Poes gebruikt dan maar wederom een list. Terwijl een kwink zich meldt onder in de valkuil haalt Tom Poes zijn vriend gauw met een stevige tak omhoog. "De kwink zit even gevangen in de takjes". Tom Poes heeft nu de theorie dat als heer Bommel niet in de kwink gelooft, hij zich moet laten zien. Maar dan heeft de kwink geen macht meer over de kasteelheer. Heer Bommel denkt dat er hoop is, maar hij verliest zijn hoop als een eikel hem treft. Hij besluit op handen en voeten verder te kruipen. Hij bevindt zich in geloofsnood.
Buurvrouw Doddeltje ziet hem voortkruipen. Ze concludeert dat hij eigenlijk alles kan wat hij wil. Zijn buurvrouw denkt dat Tom Poes hem die kracht niet gunt. Maar Ollie moet zich niet laten kleineren. Heer Bommel trekt hierop zelfverzekerd zijn jas recht. De grijsaard duikt verontwaardigd weer op. Heer Bommel legt uit dat hij zijn kwink te slim af is geweest. "Ik kan nu eenmaal wat ik wil!". De grijsaard wil hem een nieuwe kwink geven maar Tom Poes verhindert dat. Het ging om geloof! En heer Bommel gelooft in zichzelf. De oude man biedt een uitweg. "Als je gelooft dat het woud niet omgehakt kan worden, heb je geen kwink meer nodig." Heer Bommel vindt dat geen geloof maar wetenschap, door zijn persoonlijke ervaring. De grijsaard vertrekt berustend. "Zeker weten is een soort geloof, niet meer en niet minder."
Heer Bommel en Tom Poes zien twee landmeters in het bos worden aangevallen door roerrakel, een akelig kruid. Heer Bommel raadt ze aan het bos verder met rust te laten, dan zullen ze worden gered. Na enige discussie beloven ze dat en de plantenwoekering trekt zich vanzelf terug. Tom Poes heeft niet meer genoeg aan zijn stopwoordje “Hm”. Kwam het door het geloof? Hoe zit het met de kwinken? Heer Bommel gelooft in de kwinken en hoopt niets meer van ze te zullen horen!
Op het kasteel zitten de twee vrienden met hun buurvrouw bij de open haard als Joost de burgemeester aandient. Die meent dat Bommel de enige is die met kwinken kan omgaan. Heer Bommel geeft hem de raad het bos met rust te laten en vraagt vervolgens of hij mee blijft eten. Die uitnodiging wordt aanvaard. Aan tafel probeert de kasteelheer geloof en wetenschap te verklaren vanuit het oogpunt van een heer. "Alles kan verklaard worden en wetenschappelijk worden vastgelegd. Behalve het geloof van een heer, dat bergen verzet."

## Voetnoot
1. ↑   De trouwe lezers herkennen dokter Baboen.

## Hoorspel
- De kwinkslagen in het Bommelhoorspel